# Condado de Nueces
O Condado de Nueces (em inglês:  Nueces County) é um dos 254 condados do estado norte-americano do Texas. A sede e maior cidade do condado é Corpus Christi. Foi criado em 1846 e seu nome provém do rio Nueces, que corta o condado.
O condado possui uma área de 3 019 km², dos quais 847 km² estão cobertos por água, uma população de 353 178 habitantes (segundo o censo nacional de 2020, e uma densidade populacional de 156,7 hab/km² (segundo o censo de 2010).